# 沃拉尼格貝格山

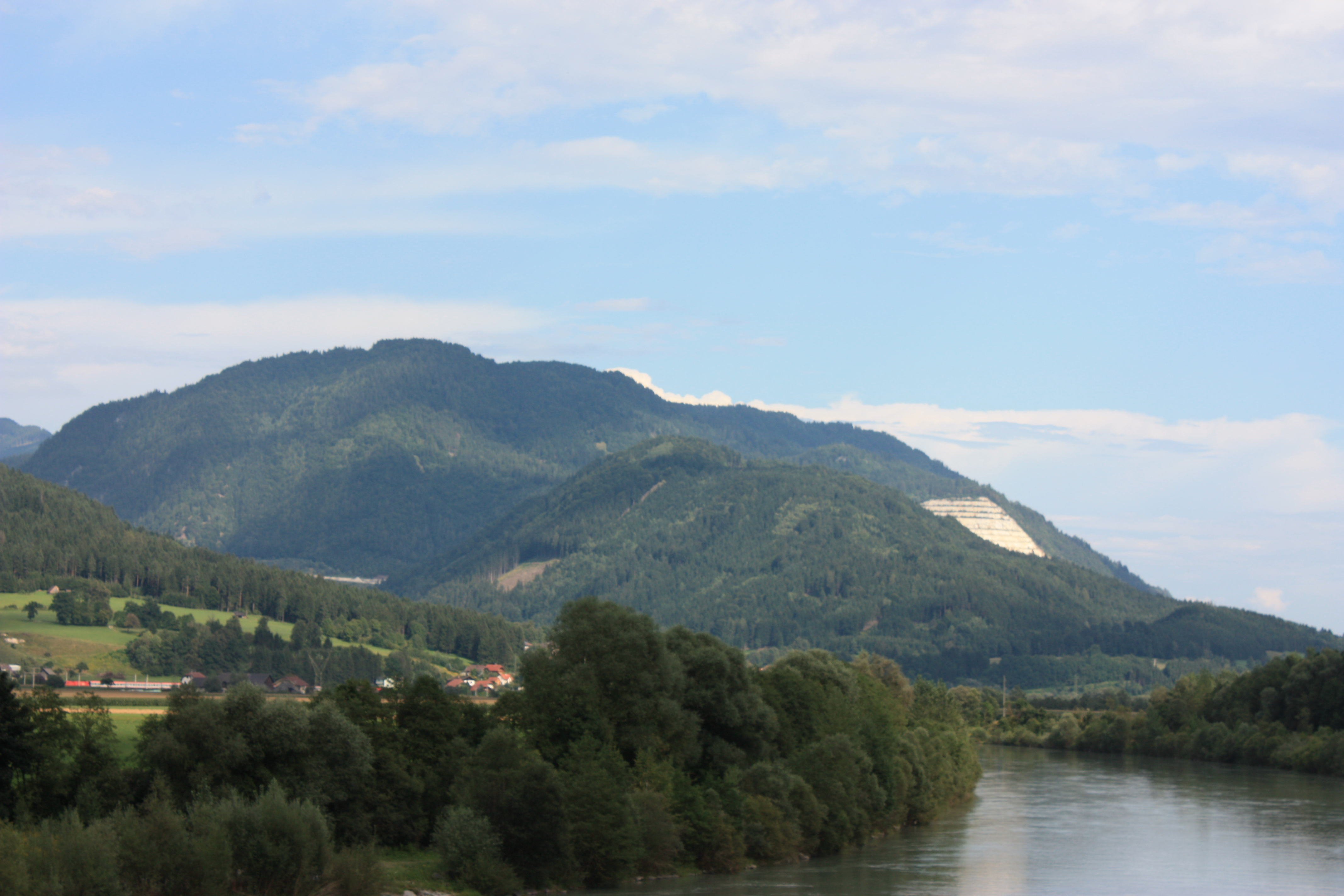

46°39′40″N 13°48′39″E / 46.66111°N 13.81083°E
沃拉尼格貝格山（德語：Wollanigberg），是奧地利的山峰，位於該國南部，由克恩頓州負責管轄，屬於諾克山脈的一部分，海拔高度1,174米，山體由片岩和副片麻岩組成。